# Anastasios Charalambis
Anastasios Charalambis (gr. Αναστάσιος Χαραλάμπης; ur. 22 września 1862 w Kalawricie, zm. 11 marca 1949 w Atenach) – grecki generał i polityk.
Uczestniczył w wojnach bałkańskich jako szef sztabu 1 dywizji piechoty (w stopniu podpułkownika). W 1918 został zdemobilizowany w stopniu generała porucznika. Powrócił do czynnej służby w 1922, po klęsce Greków w wojnie z Turcją.
Był tymczasowym premierem Grecji przez jeden dzień w 1922 roku.